# 山崎正行
山崎 正行（やまざき まさゆき、1929年 - 2009年11月2日）は静岡県出身の競馬評論家。

## 来歴
1955年3月に報知新聞社へ入社し、運動部の一般スポーツその他に配属された後、1958年からは中央競馬本紙予想として、競馬史上に残る数多くの名勝負を取材する。
退社後の1973年7月にはフリーの競馬評論家に転身するが、同年9月からはラジオたんぱ→ラジオNIKKEI「中央競馬実況中継」解説者、専門紙「ケイシュウNEWS」評論家を務める 。
雑誌「週刊文春」「週刊競馬報知」、日刊紙「東京スポーツ」「デイリースポーツ」「福島民友」などの競馬コラムも数多く担当し、「週刊文春」に10年以上掲載されたコラム「競馬ティーチ・イン」は、後に『競馬入門百科』として上梓された。
ラジオたんぱでは2006年まで歯切れのいい解説をし、福島中央テレビ「競馬ビッグレース・耳より情報」にもレギュラー出演したほか、境勝太郎・柳田次男・古山良司・安田富男と共に競馬予想会社「シンクタンク」情報ルートとしても活躍。
2009年11月2日14時7分、福島県白河市の病院で心筋梗塞のため急逝。80歳没。
亡くなる先週末まで東京競馬記者クラブ会友として美浦トレーニングセンターや各競馬場で取材活動を続けて来た。

## 出演番組
- 中央競馬実況中継（ラジオたんぱ→ラジオNIKKEI）
- 競馬ビッグレース・耳より情報（福島中央テレビ）

## 主な著書
- 『競馬入門百科 マン・ツー・マン・ブックス』山海堂、1972年
- 『競馬を動かした人脈の森』コスモヒルズ、2004年4月1日、ISBN 978-4-87-703833-5